# Union des Églises baptistes au Rwanda
L’Union des Églises baptistes au Rwanda  (anglais : Union of Baptist Churches in Rwanda) est une association chrétienne évangélique d'églises baptistes au Rwanda.  Elle est affiliée à l’Alliance baptiste mondiale. Son siège est situé à Kigali.

## Histoire
L’Union a ses origines dans une mission de l’Union baptiste du Danemark en 1939 à Nyantanga dans le districte de Nyaruguru, dans la Province du Sud (Rwanda) .  L’union est fondée en 1962 . Selon un recensement de l’association, en 2023 elle disait avoir 65 églises et 30,040 membres.